# Kobyłka
Kobyłka [kɔˈbɨu̯ka] är en stad i Mazowsze nära Warszawa i Polen. Den är belägen i Masoviens vojvodskap. Staden hade 22 459 invånare (2016).